# 災害救急情報センター
災害救急情報センター（さいがいきゅうきゅうじょうほうセンター）とは、東京消防庁の“通信指令本部”である。東京消防庁警防部に所属し、別称として「総合指令室」(23区内)または「多摩指令室」(多摩地区)がある。
119番をかけると、原則として東京23区内は災害救急情報センター（千代田区大手町、東京消防庁本庁内）に、多摩地区（稲城市並びに島嶼地域を除く）は多摩災害救急情報センター（立川市泉町）につながる。（一部地域に例外あり） 
主な業務は東京23区や多摩地区の消防業務受託地域から入電する119番通報を受信し、要請内容に応じた消防部隊を編成し出場指令を出す。